# Papier ilustracyjny
Papier ilustracyjny to rodzaj papieru stosowany w druku wypukłym z klisz siatkowych (odbicia tonowane). W celu otrzymania właściwego obrazu na papierze z kliszy siatkowej należy stosować papier cechujący się wysoką gładkością. Produkowany w klasie III, IV i V, w gramaturach 80-140 g/m², wypełniacz kaolinowy w ilości ok. 30% całej masy papieru. Powierzchnia papieru mocno satynowana.